# Louis-Charles Winnaert
Louis Joseph Marie Charles Winnaert (4 juin 1880 à Dunkerque - 3 mars 1937 à Paris) dit aussi Archimandrite Irénée est un ecclésiastique français d'abord catholique, il fut ensuite le fondateur de l'Église catholique orthodoxe de France et l'un des inventeurs du rite occidental au sein du Christianisme orthodoxe. 

## Biographie
Louis-Charles Winnaert est né à Dunkerque le 4 juin 1880. En 1905, il est ordonné prêtre dans l'Église catholique romaine, il devient rapidement un partisan des « Modernistes » dans les débats qui agitent alors l'Église et finit par abandonner la communion avec Rome en publiant en 1919 la brochure Vers un libre catholicisme. Il se rapproche alors d'Herbert Bury (en), évêque anglican pour l'Europe du Nord pour entrer dans la Communion anglicane et être consacré évêque, Mgr Bury refuse, mais met une chapelle à la disposition de Winnaert est des fidèles qui l'ont suivi.
En 1921, il est prêtre Vieux-Catholique à Saint-Denis, mais en 1922, il quitte l'Union d'Utrecht pour former une « Église catholique libre » qui l'élit comme évêque. Il se rapproche alors de l'Église catholique libérale et est ordonné évêque par Mgr James Ingall Wedgwood. En 1930, son église semble être présente à Paris et dans plusieurs villes de province, comme à l'étranger. Elle est alors souvent appelée « Église catholique évangélique » — à ne pas confondre avec l'Église du même nom fondée par Karl-Wilhelm Naundorff.
 
À partir de 1927, Louis-Charles Winnaert entre en contact avec la Confrérie Saint-Photius et par son intermédiaire avec le Métropolite Serge Ier de Moscou. Ce dernier accueille l'Église de Winnaert au sein de l'Église orthodoxe en l'autorisant à pratiquer le rite occidental par un décret de 1936. Déjà gravement malade, Mgr Winnaert meurt en 1937, tout en demandant la consécration de Jean de Saint-Denis comme évêque de l'« Église orthodoxe occidentale », devenue plus tard, « Église catholique orthodoxe de France ». Dans ses dernières années, il s'était marié avec Yvonne Barde, rencontrée en 1928, qui continuerait d'exercer une influence forte sur la vie de l'ECOF jusqu'à sa mort en 1997.